# Kurzové sázení
Kurzové sázení je  sázková hra pořádaná pořadatelem, jejíž princip spočívá v odhadování výsledku události sázkařem, které je za účelem výhry podloženo finančním vkladem. Pořadatel sázky zvažuje pravděpodobnost jednotlivých možných výsledků události a podle ní na ně vypisuje příslušné kurzy. 
Sázkař, který si vsadí – a přijme tím návrh pořadatele kurzového sázení – a správně odhadne výsledek, získává od pořadatele vsazenou částku násobenou kurzem, který pořadatel vypsal k danému výsledku. V případě špatného odhadu sázkaře si pořadatel vsazenou částku ponechává jako svůj výdělek.

## Formy kurzového sázení v praxi
Nejběžnější jsou kurzové sázky na sportovní utkání, následují politické a společenské události (vítěz voleb, volba Miss, taneční soutěž StarDance …když hvězdy tančí apod.). Kurzové sázení je realizováno v sázkových kancelářích nebo ve formě sázení po internetu. Některé sázkové kanceláře umožňují podat sázky po telefonu za asistence operátora.

## Stanovení kurzů
Kurzy na jednotlivé výsledky události jsou stanovovány na základě pravděpodobnosti, že nastanou. Čím více je pravděpodobné, že konkrétní výsledek nastane, tím nižší je kurz na něj vypsaný a potažmo i výhra ze sázky na tento výsledek. Analogicky, čím vyšší je kurz, tím menší je šance, že nastane výsledek, pro který byl daný kurz stanoven. Platí, že hodnota kurzu je vždy větší než jedna. Horní hranice není stanovena.

### Skutečnosti ovlivňující výši kurzu
Výše kurzu je stanovena na základě aktuálních informací (vývoj soutěže, volební preference, stav utkání, absence klíčových hráčů) a na základě historických předpokladů (výsledky předchozích utkání, umístění v tabulce, volební účast). Výsledná hodnota kurzu je dána mnoha faktory, do úvahy připadají také fyzická připravenost hráčů, souhra týmu, zdravotní stav, místo utkání. Kurz se může časem vyvíjet s ohledem na nově zjištěné informace.
U sázkových kanceláří dále platí, že kurz musí být konkurenceschopný ve vztahu k nabídce jiných sázkových kanceláří. Rozdíl mezi kurzy od různých pořadatelů sázky je přímo úměrný výši kurzu. Čím vyšší je kurz, tím více se může lišit od kurzu v nabídce jiného pořadatele. Naopak kurzy na vysoce pravděpodobné výsledky budou téměř identické.
Další faktor ovlivňující kurzy je finanční výtěžnost z vypisované sázky. Cílem pořadatele je, aby vklady sázkařů, kteří sázku prohráli, přinejmenším pokryly výhry vyplácené výhercům. Rozdíl pak tvoří ztrátu, nebo častěji zisk.
Ve výjimečných situacích jsou kurzy úmyslně stanoveny tak, aby při libovolném výsledku pořadatel ze sázky zisk neměl. Cílem bývá nabídnout lepší kurzy než konkurenční společnosti a přetáhnout tak zákazníky. Děje se tak většinou při významných sportovních utkáních, kdy je vyšší šance oslovit nové zákazníky, kteří dříve nesázeli a vybírají si novou sázkovou společnost. Při výběru je pak kurz sázky jeden z hlavních faktorů.
Kurzy stanovují tzv. bookmakeři – odborníci na oblast, pro kterou kurzy vypisují. Jejich úkolem je získání a vyhodnocení informací, které mají vliv na výsledek sázkové události. Jejich práce je prakticky shodná s prací profesionálních sázkařů.[zdroj?]
Existují internetové sázkové kanceláře, které nestanovují kurzy, ale pouze zprostředkovávají sázení mezi sázejícími.[zdroj?] Bývají označovány jako sázkové burzy. Kurz se řídí poptávkou a nabídkou sázejících. Sázková kancelář si účtuje jen provizi z výhry. Nejznámější sázkovou burzou je Betfair.

## Formát kurzů
Kurzy jsou uváděny v několika formátech:
- desetinný: 1,07
- zlomkový: 15/14
- americký: −200
- procentuální: 40 %, někdy též označován jako cena akcie 40, například na tradesports.com (POZOR! v tomto případě se nejedná o sázení, ale o tzv. Game of skill)[1]

## Výše kurzu vs. manipulační poplatek
Manipulační poplatek je částka (obvykle bývá stanovena v procentech), kterou si sázkové kanceláře účtují navíc k sázkovému vkladu. Některé sázkové kanceláře (online i kamenné) však poplatek požadovat nemusí. Na první pohled to vypadá, že druhá zmíněná varianta je výhodnější. Avšak může nastat situace, kdy kurz sázkové kanceláře, která si účtuje poplatek, je o tolik vyšší, že zisk z případné výhry pokrývá „ztrátu“ způsobenou manipulačním poplatkem. Tento fakt bývá prezentován sázkovými kancelářemi, které si účtují poplatek.
Příklad:
- První sázková kancelář vypisuje sázku bez poplatku s kurzem 1,80.
- Druhá sázková kancelář vypisuje stejnou sázku s kurzem 2,00, ale s poplatkem 10 % ze vsazené částky.
- V prvním případě vsadíme 110 a potenciální výhra bude 198 (110×1,80), zisk 88.
- V druhém případě vsadíme 100 (s 10% poplatkem zaplatíme sázkové kanceláři 110) a výhra bude 200 (100×2,00), zisk 90. Reálný kurz (očištěný od vlivu poplatku) je 2,00/1,1 což je cca 1,82.
- Porovnáním reálných kurzů (1,82 > 1,80) dospějeme k závěru, že je lepší vsadit na kurz 2,00 i navzdory 10% poplatku z vkladu.

Alternativou k manipulačnímu poplatku ve formě přirážky ke vsazené částce je poplatek, který si sázková kancelář může odečíst od čisté výhry.

## Profesionální kurzové sázení
Sázením na sportovní příležitosti se dokáží někteří lidé uživit a mít tento koníček jako primární zaměstnání. Takových dlouhodobě úspěšných sázkařů je samozřejmě jen malé procento, zdaleka ne každý totiž dokáže striktně dodržovat zásady bankroll managementu, což je jeden z hlavních bodů k úspěchu.[zdroj?]